# Shiori Izawa
Shiori Izawa (井澤 詩織 Izawa Shiori?) (Prefectura de Saitama, 1 de febrero de 1987) es una seiyu japonesa de la  Prefectura de Saitama. Está afiliada con Early Wing.

## Filmografía
| Anime       | Anime                                                              | Anime                                        | Anime                    |
| Año         | Título                                                             | Papel                                        | Refs.                    |
| ----------- | ------------------------------------------------------------------ | -------------------------------------------- | ------------------------ |
| 2008        | Jigoku Shōjo Mitsuganae                                            | Tsubaki                                      |                          |
| 2010        | Durarara!!                                                         | Shiri                                        |                          |
| 2010        | Kuragehime                                                         | Gocchan                                      |                          |
| 2011        | Maji de Watashi ni Koi Shinasai!                                   | Saki Mimori                                  |                          |
| 2012        | Bloody Bunny                                                       | Bloody Bunny                                 |                          |
| 2012        | Fairy Tail                                                         | Mary Hughes                                  |                          |
| 2012        | Girls und Panzer                                                   | Moyoko Gotō, Nozomi Konparu, Midoriko Sono   |                          |
| 2012        | Inu X Boku Secret Service                                          | Murai                                        |                          |
| 2012        | La storia della Arcana Famiglia                                    | Donatella, Fukurota                          |                          |
| 2012        | Kono Naka ni Hitori, Imōto ga Iru!                                 | Shogo Mikadono (joven)                       |                          |
| 2012        | Sword Art Online                                                   | Argo, Pina                                   |                          |
| 2012        | Tsuritama                                                          | Emi Loō, Yumi Loō                            |                          |
| 2013        | Gen'ei o Kakeru Taiyō                                              | Schrödinger                                  |                          |
| 2013        | Karneval                                                           | Rissun                                       |                          |
| 2013        | Log Horizon                                                        | Kawara                                       |                          |
| 2013        | Gin no Saji                                                        | Mayumi Yoshino                               | [ 2 ]                    |
| 2013        | Sword Art Online: Extra Edition                                    | Pina                                         |                          |
| 2013        | WataMote                                                           | Alice                                        |                          |
| 2014        | Hero Bank                                                          | Mashiro Kyōshī                               |                          |
| 2014        | Hi-sCoool! SeHa Girls                                              | Mega Drive                                   |                          |
| 2014        | Hōzuki no Reitetsu                                                 | Yashajirō                                    |                          |
| 2014        | Locodol                                                            | Shōko Noda                                   |                          |
| 2014        | Monster Retsuden Oreca Battle                                      | Dragón Poochy, Dragón Rojo, Dragón Escarlata |                          |
| 2014        | Noragami                                                           | Moyu                                         |                          |
| 2014        | Sabagebu!                                                          | Vicepresidenta del Consejo Estudiantil       |                          |
| 2014        | Samurai Flamenco                                                   | Sobrina de Hekiru                            |                          |
| 2014        | Sword Art Online II                                                | Pina                                         |                          |
| 2014        | Witchcraft Works                                                   | Tanpopo Kuraishi                             | [ 3 ]                    |
| 2014        | Log Horizon 2                                                      | Kawara                                       |                          |
| 2014        | Shirobako                                                          | Ai Kunogi                                    |                          |
| 2015        | Durarara!!×2 Shō                                                   | Kiyomin                                      |                          |
| 2015        | Gangsta.                                                           | Sig                                          |                          |
| 2015        | Go! Princess PreCure                                               | Stop                                         |                          |
| 2015        | Senki Zesshō Symphogear GX                                         | Micha Jawkan                                 | [ 4 ]                    |
| 2015        | Tantei Kageki Milky Holmes TD                                      | Decrescendo                                  |                          |
| 2015        | Gakusen Toshi Asterisk                                             | Saya Sasamiya                                | [ 5 ]                    |
| 2015        | Tribe Cool Crew                                                    | Moe                                          |                          |
| 2015        | Noragami Aragoto                                                   | Moyu                                         |                          |
| 2016        | Durarara!!×2 Ketsu                                                 | Kiyomin                                      |                          |
| 2016        | Gakusen Toshi Asterisk 2                                           | Saya Sasamiya                                |                          |
| 2016        | Saijaku Muhai no Bahamut                                           | Tillfur Lilmit                               |                          |
| 2016        | Qualidea Code                                                      | Otonashi Zakuro                              |                          |
| 2016        | Taboo Tattoo                                                       | Iltutmish                                    |                          |
| 2016        | Digimon Universe: Appli Monsters                                   | Mienumon                                     |                          |
| 2016        | Shakunetsu no Takkyū Musume                                        | Kururi Futamaru                              |                          |
| 2016        | Heybot!                                                            | Heybot!                                      |                          |
| 2017        | Kuzu no Honkai                                                     | Noriko Kamomebata                            |                          |
| 2017        | Seiren                                                             | Miu Hiyama                                   |                          |
| 2017        | Made in Abyss                                                      | Nanachi                                      | [ 6 ]                    |
| 2017        | Aho Girl                                                           | Mamoru (ep 2)                                | [ 7 ]                    |
| 2018        | Citrus                                                             | Matsuri Mizusawa                             |                          |
| 2021        | Ijiranaide, Nagatoro-san                                           | Sakura                                       |                          |
| 2022        | Chainsaw Man                                                       | Pochita                                      |                          |
| Videojuegos |                                                                    |                                              |                          |
| Año         | Título                                                             | Papel                                        | Papel                    |
| 2013        | Caladrius                                                          | Maria Therese Bloomfield                     | Maria Therese Bloomfield |
| 2013        | Code of Joker                                                      | Saya Kyōgokuin                               | Saya Kyōgokuin           |
| 2014        | Caladrius Blaze                                                    | Maria Therese Bloomfield                     | Maria Therese Bloomfield |
| 2014        | Grimoire: Watashi-tachi Grimoire Mahō Gakuen                       | Rina Yonamine                                | Rina Yonamine            |
| 2014        | Tokyo 7th Sisters                                                  | Momoka Serizawa                              | Momoka Serizawa          |
| 2015        | Idol Incidents                                                     | Monika Chibana                               | Monika Chibana           |
| 2015        | Senran Kagura Estival Versus: Shōjo-tachi no Sentaku               | Kafuru                                       | Kafuru                   |
| 2015        | Chō Jigen Taisen Neptune VS Sega Hard Girls Yume no Gattai Special | Mega Drive                                   | Mega Drive               |
| 2016        | Icchibanketsu Online                                               | Princesa Iwanaga                             | Princesa Iwanaga         |
| 2016        | Gakusen Toshi Asterisk Festa Hōka Kenran                           | Saya Sasamiya                                | Saya Sasamiya            |
| 2016        | Traumaster Infinity                                                | Rin Ikenobo                                  | Rin Ikenobo              |
| 2016        | Trickster: Shōkansamurai ni Naritai                                | Nanna                                        | Nanna                    |
| 2016        | X-World                                                            | Minerva                                      | Minerva                  |
| 2017        | Fate/Grand Order                                                   | Wu Zetian                                    |                          |
| 2018        | Magia Record                                                       | Lapine                                       |                          |
| 2020        | Genshin Impact                                                     | Diona                                        |                          |
| 2021        | Alchemy Stars                                                      | Eho, Irridon                                 |                          |
| 2022        | Blue Archive                                                       | Moe Kazekura                                 |                          |
| Películas   |                                                                    |                                              |                          |
| Año         | Título                                                             | Papel                                        | Refs.                    |
| 2016        | Pop In Q                                                           | Aoi Hioka                                    | [ 8 ]                    |